# Ivan Hudovskyj
Ivan Vasylovyč Hudovskyj (* ?, Pyrjatyn, Poltavská gubernie Ruská říše (dnes součástí Lubenského rajónu Poltavské oblasti, Ukrajina – pohřben 1860, Kyjev, Ruské impérium) byl ukrajinský umělec, fotograf, přítel básníka Tarase Ševčenka.

## Životopis
Původně pochází z kozácké rodiny. Studoval v ikonopisecké dílně Kyjevskopečerské lávry ve škole otce Irynarcha. V letech 1844-1848  působil jako externí student Petrohradské akademie umění, po jejím absolvování získal titul „Svobodný umělec“ historické malby a portrétu (1849).
Po absolvování Akademie se Hudovskyj usadil v Kyjevě, kde se stal jedním z prvních kyjevských fotografů. V roce 1858 provozoval ateliér na adrese K. F. Herbsta na Podolí, pak na ulici Chreščatyk v centru Kyjeva. Žák Ivana Vasyliovyče – F. A. Levdyka v novinách Kyiv Telegraf nazval Hudovského „slavným kyjevským fotografem“ a jeho ateliér jako „nejlepší a nejmodernější“ ve městě.
Během studií na Petrohradské akademii umění se Hudovskij spřátelil s Tarasem Ševčenkem — nějakou dobu spolu žili na stejném místě. Během svého pobytu v Kyjevě v roce 1859 žil básník v bytě Hudovského. Ten pomohl Ševčenkovi připravit vydání a distribuci alba jeho kreseb Malebná Ukrajina.
Hudovskyj je autorem malby portrétu ruského císaře Mikuláše I. (1844), stejně jako tří známých fotografií Tarase Ševčenka (1859).
Mezi blízké přátele Hudovského patřili T. Ševčenko, Nikolaj Leskov, V. Kovalev, F. Služinskij, M. Kunilakis, V. Jezučevskij, E. Dolgov, F. Levdyk, M. Karp nebo K. Rogov.
Zemřel a byl pohřben v Kyjevě v roce 1860.

## Fotografie Tarase Ševčenka, pořízené Ivanem Hudovským

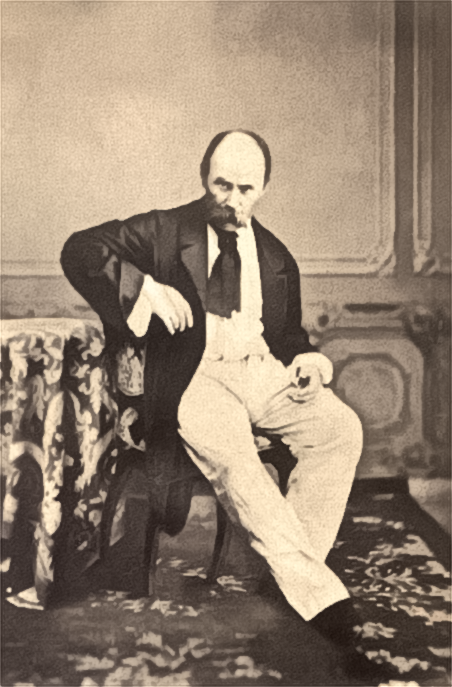
Taras Ševčenko, 1859
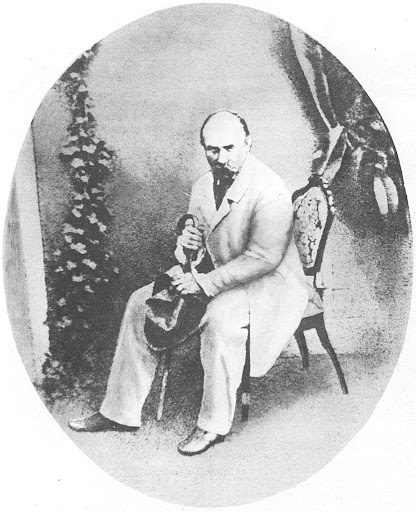
Taras Ševčenko, 1859
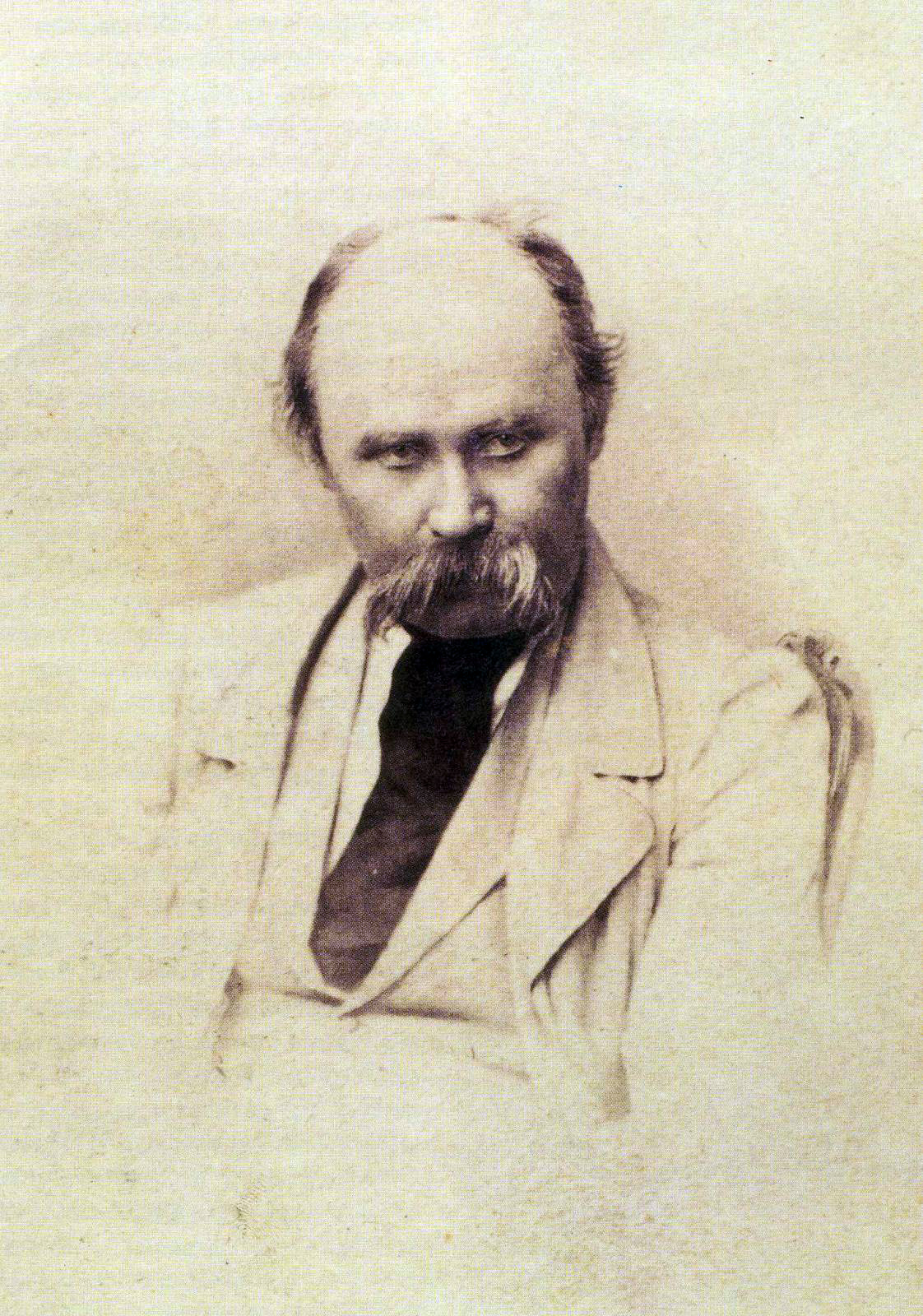
Taras Ševčenko, 1860